# Дорджеев, Николай Нилович
Никола́й Ни́лович Дордже́ев или Никола́й Ио́сифович Ни́лов-Дорже́ев (1815 — 10 (22) июля 1891) — протоиерей, миссионер и переводчик Библии на монгольский язык.

## Биография
Родился в 1815 году в бурятской семье из племени дзалаир-удзон и при рождении получил имя Нагмат. Отец его, Гунга Дорджи, готовил сына к духовному званию и сам в старости стал гецулом. Дорджеев (в качестве хуварака получивший имя Сунрап) получил прекрасное буддийское образование сначала в школе Гуджиртайского дацана, а с 18 лет — у лам. Пребыванию у лам, особенно, будучи гецулом, в учениках у ламы Дандарана в Цугольском дацане Дорджеев обязан был хорошим знанием буддийской религии и тибетской медицины. Впоследствии он небезуспешно лечил народными бурятскими средствами. Достигнув на 22-м году степени гэлуна (и получив при этом имя Дембрел), Дорджеев не удовлетворился этим и принял обет диянчи (пустынножителя).
Аскетическую жизнь Дорджеев вёл до своего знакомства с иркутским епископом Нилом. Это знакомство произвело переворот во внутренних убеждениях Дорджеева и в его внешнем положении. В 1848 году он принял православие, получив при крещении имя Николай и отчество по имени своего аввы.
В следующем году Дорджеев сделался учителем бурят-монгольского языка в Иркутской семинарии. Тогда же приступил он к переводу богослужебных книг на монгольский язык. Посвятив себя миссионерской деятельности преимущественно между бурятами, Дорджеев в 1852 году построил в селе Гуджирском деревянную церковь. В 1853 году Дорджеев сделался священником своей церкви.
В 1854 году он вместе с Нилом переселился в Ярославль. Специальным его занятием при Ниле был перевод Библии на монгольский язык. Когда в 1860 году, посвящённый в протоиереи, Дорджеев собирался ехать на родину, ему непременным условием отпуска поставили продолжение переводов. В 1860 году Дорджеев на месте прежней деревянной церкви выстроил каменную. В 1867 году он участвовал в совещаниях относительно перевода богослужебных книг. Пробыв после этого немного времени на родине, Дорджеев опять поехал в Ярославль к Нилу с тем, чтобы уже закончить перевод. Переводы Дорджеева, оценённые трудами съезда ориенталистов, считались замечательными по своей верности и литературным достоинствам.
В 1873 году Дорджеев по предложению Факультета восточных языков Санкт-Петербургского университета получил сначала место преподавателя монгольского языка, а в 1876 году был утверждён в должности штатного лектора. Эта должность, однако, не поправила бедственного материального положения Дорджеева.
По расстроенному здоровью Дорджеев вышел в 1885 году в отставку. 10 (22) июля 1891 года он умер он катара желудка. Похоронен на Смоленском православном кладбище Санкт-Петербурга.